# Брагім Феррадж
Брагім Феррадж (араб. إبراهيم فراجي, нар. 4 вересня 1987, Сент-Етьєн) — алжирський футболіст, півзахисник, який востаннє виступав за «Андрезьє-Бутеон».
Насамперед відомий виступами за клуб «Брест».

## Ігрова кар'єра
Вихованець академії клубу «Осер». У дорослому футболі дебютував 2006 року виступами за дубль цього клубу «Осер-2», в якому провів один сезон. 
До складу клубу «Брест» приєднався 2007 року. Протягом семи років відіграв за команду з Бреста 119 матчів у національному чемпіонаті, пройшовши з клубом шлях з Ліги 2 до елітної Ліги 1 та назад. Його виступи були нерегулярними через низку травм та рецидивів: три розриви хрестоподібних зв'язок у квітні 2009, липні 2011 та січні 2012 та дві травми меніску у вересні 2010 та травні 2013. Коли Феррадж зрештою відновився після травм, тренер Алекс Дюпон відправив його в дубль.
Влітку 2014 контракт алжирця з «Брестом» закінчився, і той став вільним агентом. Попри низку пропозицій з Алжиру та нижчих французьких ліг, Феррадж так і не знайшов клубу та протягом двох років не грав. Лише восени 2016 відновив кар'єру, приєднавшись до клубу «Андрезьє-Бутеон» з Аматорського чемпіонату Франції (четвертий дивізіон). У цьому клубі провів один сезон, зігравши 20 матчів.
2011 року народжений у Франції гравець погодився на рівні збірних захищати кольори своєї історичної батьківщини і був викликаний до лав національної збірної Алжиру, проте в офіційних матчах у складі національної команди так й не дебютував.